# Municipalità distrettuale di Thabo Mofutsanyane
La municipalità distrettuale di Thabo Mofutsanyane (in inglese Thabo Mofutsanyane District Municipality) è un distretto della provincia di Free State e il suo codice di distretto è DC19.
La sede amministrativa e legislativa è la città di Witsieshoek e il suo territorio si estende su una superficie di 28.347 km².
Una parte del territorio della municipalità distrettuale è un DMAs, chiamato FSDMA19.

## Geografia fisica

### Confini
La  municipalità distrettuale di Thabo Mofutsanyane confina a nord con quelle di Gert Sibande (Mpumalanga) e Fezile Dabi, a est con quelle di Amajuba e Uthukela (KwaZulu-Natal), a 
sud con il Lesotho e a ovest con quelle di Motheo e Lejweleputswa.

### Suddivisione amministrativa
Il distretto è suddiviso in 3 municipalità locali:
- Phumelela
- Maluti a Phofung
- Nketoana
- Dihlabeng
- Setsoto